# 46 Herculis
46 Herculis är en gulvit ljusstark jätte i Herkules stjärnbild.
Stjärnan har visuell magnitud +7,14 och kräver fältkikare för att observeras. Den befinner sig på ett avstånd av ungefär 705 ljusår.